# Józef Bałabuch
Józef Iwanowicz Bałabuch (ros. Юзеф Иванович Балабух, ur. 1921 we wsi Dołżok obecnie w rejonie jampolskim w obwodzie winnickim, zm. 16 maja 1974 tamże) – radziecki wojskowy, sierżant, Bohater Związku Radzieckiego (1945).

## Życiorys
Urodził się w rodzinie chłopskiej. Skończył niepełną szkołę średnią, pracował w kołchozie, po ataku Niemiec na ZSRR pozostawał na okupowanym terytorium. Po odbiciu obwodu winnickiego przez Armię Czerwoną, 27 marca 1944 został powołany do armii i 1 kwietnia 1944 skierowany na front. Walczył na 2 i 1 Froncie Ukraińskim w składzie 111 Dywizji Piechoty 52 Armii. Brał udział w operacji jasko-kiszyniowskiej, w tym w wyzwalaniu Jass 21 sierpnia 1944. Od 30 października 1944 był na 1 Froncie Ukraińskim, od 12 stycznia do 3 lutego 1945 brał udział w operacji sandomiersko-śląskiej, w tym w walkach na przyczółku sandomierskim i natarciu w kierunku na Staszów, Radomsko, Rychtal i w forsowaniu Odry. Od 8 do 24 lutego 1945 uczestniczył w operacji dolnośląskiej zakończonej dotarciem do Nysy, a od 16 kwietnia 1945 w operacji berlińskiej. Jako pomocnik dowódcy plutonu 399 pułku piechoty 111 Dywizji Piechoty 52 Armii w stopniu sierżanta brał udział m.in. w walkach w rejonie miasta Görlitz. Obsługując karabin maszynowy po rannym celowniczym osobiście zastrzelił, według oficjalnych raportów, 35 żołnierzy i oficerów wroga oraz uszkodził transporter opancerzony; został wówczas ciężko ranny. Po wojnie wrócił do rodzinnej wsi, gdzie pracował w kołchozie.

## Odznaczenia
- Złota Gwiazda Bohatera Związku Radzieckiego (27 czerwca 1945)
- Order Lenina (27 czerwca 1945)
- Order Sławy III klasy (17 marca 1945)

I medale.